# 日霑
日霑（にちでん、文化14年8月25日（1817年10月5日） - 明治23年（1890年）6月24日）は、日蓮正宗総本山大石寺第52世法主。鈴木姓。常陸阿闍梨。妙道院。道号は慈成。当職中は幕末から明治維新にかけての時期だった。

## 略歴
- 文化14年8月25日（1817年10月5日）、江戸に生まれる。
- 天保3年（1832年）12月、15歳で発心登山し、翌年2月、50世日誠を師範として得度した。
- 天保7年（1836年）5月、50世日誠の死去に伴い、51世日英に師僧変更。
- 嘉永元年（1848年）4月、細草檀林89代化主となるも同年11月に退檀し浄圓寺（栃木県）の住職となる。
- 嘉永3年（1850年）、常泉寺の住職となる。
- 嘉永6年（1853年）2月、35代学頭に任ぜられ、同年6月20日（1853年7月25日）に51世日英より法を受け52世法主として登座。
- 文久元年（1861年）2月、江戸小石川の寺社奉行・青山幸哉に国家諌暁の申し状を提出し、9世日有以来途絶えていた国家諌暁を果たした。
- 文久2年（1862年）12月、53世日盛に法を付した。
- 慶応元年（1865年）5月、53世日盛が退座し51世日英が再登座、閏5月に日英が退座したため再登座している。
- 明治2年（1869年）11月、54世日胤に法を付した。

その間、妙喜寺（金沢市）、興道寺（愛知県岩倉市）などの寺院を建立し、総本山内の整備もした。
- 明治18年（1885年）6月、再登座。
- 明治22年（1889年）5月、55世日布が56世日応に法を付嘱。日霑は退座した。
- 明治23年（1890年）6月24日、72歳で死去した。

## 著書
『大石精舎正統録』、『家中和談抄』、『笑語蓬蟇抄』、『倭漢法厄報応談』などがある。
| 先代 日英 | 大石寺住職一覧 | 次代 日盛 |